# Sân bay Watsa
Sân bay Watsa (ICAO: FZJI) là một sân bay ở Watsa, Cộng hòa Dân chủ Congo.